# Gourmand
En gourmand eller gurmand är en person som älskar att äta och uppskattar alla typer av mat, medan en gourmet är mer fokuserad på förfinad och exklusiv mat. En gourmand kan njuta av enkel mat från street food-ställen eller lokala matmarknader, medan en gourmet föredrar att besöka lyxrestauranger och prova nya och unika rätter. 
En gourmand kan också vara mer intresserad av matlagning och experimentera med olika recept hemma, medan en gourmet föredrar att lämna matlagningen till professionella kockar. På franska är begreppen gourmet och gourmand dock relativt överlappande i betydelse, och används ibland ombytta och kan också beskriva en person som är intresserad av både mat och dryck.